# Schwanstetten
Schwanstetten – gmina targowa w Niemczech, w kraju związkowym Bawaria, w rejencji Środkowa Frankonia, w regionie Industrieregion Mittelfranken, w powiecie Roth. Leży około 10 km na północny zachód od Roth, nad Kanałem Ren-Men-Dunaj, pomiędzy autostradą A9 a drogą B2.

## Dzielnice
W skład gminy wchodzą następujące dzielnice: 
- Leerstetten
- Schwand
- Furth bei Schwanstetten
- Mittelhembach
- Harm
- Hagershof

## Współpraca
Miejscowości partnerskie:
- Abbiategrasso, Włochy
- La Haye-du-Puits, Francja
- Sankt Margarethen im Burgenland, Austria

## Osoby urodzone w Schwanstetten
- Elisabeth Engelhardt, malarka, pisarka